# Trofej (C. J. Sansom)
Trofej (anglicky Heartstone) je kniha britského spisovatele C. J. Sansoma, která vyšla v roce 2010.
Pátý a zatím poslední příběh právníka Matthewa Shardlaka.

## Obsah
Příběh knihy se odehrává v roce 1545, kdy se anglický král Jindřich VIII., po neúspěšné invazi do Francie připravuje na odvetu francouzské flotily, v přístavním městě Portsmouth na ni čekají anglické válečné lodě. Na pozadí této situace a nálady v anglické společnosti se začíná odvíjet další vyšetřování londýnského právníka Shardlaka a jeho pomocníka Jacka Baraka. O pomoc je tentokrát požádá samotná královna Kateřina Parrová, jde o případ poručenství, kdy mladý učitel vznese obvinění proti důležité rodině a následně spáchá sebevraždu. Vyšetřování zavede Shardlaka do míst, které souvisí i s jeho známou pacientkou v Bedlamu. A právě v okolí neklidného Portsmouthu se oba případy proplétají a právník se ocitne i uprostřed konfliktu na lodi Mary Rose.
Kniha zobrazuje napínavé čtení a vystihuje ducha doby, plné náboženských sporů, touhy po moci a penězích a život vrstev anglické společnosti na sklonku středověku.

## Skutečnosti
V roce 1544 se stárnoucí král rozhodl podniknout výpad proti francouzskému území. Anglie očekávala francouzskou
odplatu. V červnu 1545 vyplulo 235 francouzských lodí s 30 000 muži na palubách proti Anglii. Jindřichova flotila zhruba šedesáti lodí kotvila v Portsmouthu. Král dlel na tehdy největším plavidle, admirálské lodi Henry Grace à Dieu. Součástí loďstva byla i druhá největší loď flotily Mary Rose. V té době již byla zastaralá a proti novým galoenám pomalá a těžkopádná. Na palubu Mary Rose se nahrnuli bojechtiví těžkooděnci. Loď stavěnou pro osádku 415 námořníků obsadilo postupně přes 700 mužů, z nichž valná část byla oblečena v těžké zbroji. Hodně jich zaujalo postavení na vyvýšených kastelech, čímž podstatně zvýšili těžiště a snížili stabilitu lodi. Ta se ponořila natolik, že otevřené střílny byly několik desítek centimetrů nad hladinou. Navíc většina mužů byla namačkána na pravé straně lodi, odkud byl veden útok. V trupu vraku byly později všechny poklopy na pravé straně zdvižené a děla nabitá. K palbě však již nedošlo, neboť nešťastná loď se pravděpodobně poryvem větru naklonila a poté se během několika málo minut potopila. Zachránilo se asi 35 mužů. K velkým ztrátám přispěl i fakt, že nad celou hlavní palubou byla natažena síť proti nepřátelské střelbě a abordáži. Francouzské loďstvo deptané nemocemi stejně brzy ustoupilo. Po boji král přikázal vrak Mary Rose přivázat za odlivu mezi dvě lodi a pokusit se odsunout ji na mělčinu. Stěžně však nevydržely a Mary Rose zůstala na dně Solentské úžiny. Trup Mary Rose se během staletí rozpadal na dně moře, část zapadla do bahna a byla přikryta naplavenými písky. Tato část lodi zůstala zachována, zatímco vše, co vyčnívalo z bahna, podlehlo zkáze.